# Kasteel Stas de Richelle

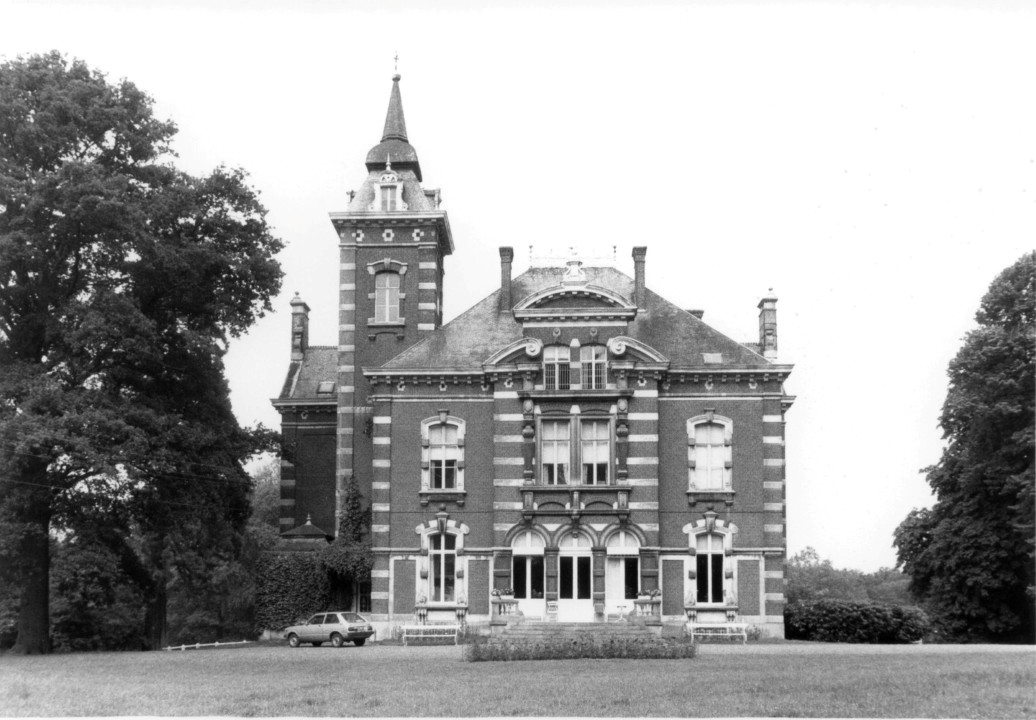
Kasteel Stas de Richelle

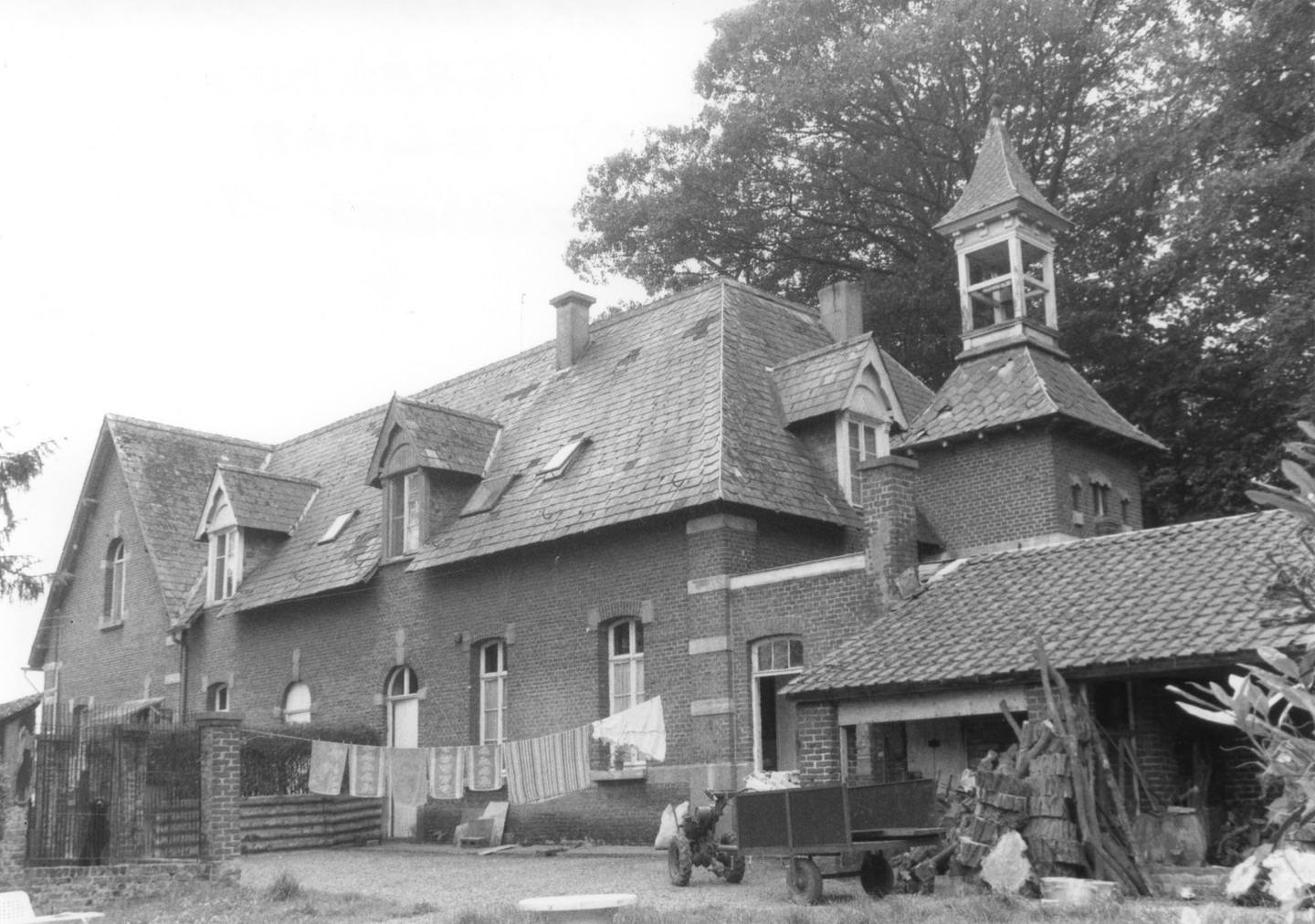
Bijgebouw met duiventoren

Het Kasteel Stas de Richelle (ook: Kasteel van Bottelare) is een kasteel op de grens van de Oost-Vlaamse plaatsen Merelbeke en Bottelare, gelegen aan Poelstraat 184, 188.

## Gebouw
Het kasteel werd gebouwd in 1875 in neoclassicistische stijl in opdracht van de familie Stas de Richelle. Het werd opgetrokken in baksteen met zandstenen speklagen. Links van de voorgevel vindt men een vierkante traptoren.
Het interieur is in Vlaamse neorenaissancestijl uitgevoerd.
Het kasteel bevindt zich in een park waarin ook een serpentinevijver werd aangelegd.
Aan de Poelstraat 184 vindt men nog de bijgebouwen. Deze omvatten een garage met aangebouwde woningen en duiventoren, een serre en een loods.